# Zug (kanton)
Zug är en kanton i Centralschweiz.

## Geografi
Zug gränsar till kantonerna Schwyz, Luzern, Aargau och Zürich. 
Kantonsområdet är 239 km² och begränsas i väster av floden Reuss, i nordost av Albisbergen och i söder av Rossberg. Landskapet domineras av de två stora sjöarna Zugsjön (413m.ö.h) och Ägerisjön (724 m ö.h.) med omgivande kulturlandskap. Av arealen är 43 % jordbruksmark, 27 % skog och 14 % Siedlungsfläche, alltså byggnader, anläggningar och tillhörande områden. Trots läget i centrala Schweiz är bergen inte så höga, högsta topp är Wildspitz (1 580 m ö.h.) i Rossbergmassivet.
Berggrunden består av neogena och kvartära bildningar.
Den viktigaste floden är Lorze som avvattnar Ägerisjön, genomflyter Zugsjön och mynnar i Reuss vid Reussspitz i kantonens nordvästra hörn. Ovanför Baar bildar den den djupa ravinen Lorzentobel.

## Politik
Parlamentet heter Kantonsrat och har 80 mandat. De dominerande partierna är Kristdemokraterna, FDP. Liberalerna och Schweiziska folkpartiet. Den verkställande makten utövas av kantonens Regierungsrat och har sju medlemmar. Kantonsrat och Regierungsrat utses vart fjärde år i direkta val.

## Förvaltning
Förvaltningen har ibland haft svårt att hålla avstånd till företagsägarna. Tydligt syntes det under 1980-talet i samband med den i USA efterlysta råvaruhandlaren Marc Rich. En åklagare hade uppdrag i Richs bolagsstyrelser och Zugs kristdemokratiske borgmästare Hegglin skall ha uttalat att "det som är bra för Marc Rich, är också bra för Zug".

## Kommuner
Kantonen är indelad i elva kommuner. Det finns inga distrikt.
| Kommun      | Invånare | Areal (km²) | m ö.h. |
| Zug         | 27 537   | 33,8        | 425    |
| Oberägeri   | 5 653    | 36,2        | 737    |
| Unterägeri  | 8 280    | 26,7        | 729    |
| Menzingen   | 4 335    | 27,5        | 807    |
| Baar        | 22 355   | 24,8        | 444    |
| Cham        | 15 020   | 19,1        | 418    |
| Hünenberg   | 8 840    | 18,7        | 451    |
| Steinhausen | 9 213    | 5,1         | 424    |
| Risch       | 9 779    | 22,9        | 417    |
| Walchwil    | 3 593    | 15,9        | 449    |
| Neuheim     | 2 006    | 7,9         | 666    |
| Summa       | 116 575  | 238,6       |        |

## Ekonomi
Kantonen Zug hade 2010, efter Basel-Stadt, den näst högsta kantonala bruttonationalprodukten per invånare. År 2013 uppgick BNP per capita till 125 000 Schweizerfranc, motsvarande 170 % av genomsnittet för Schweiz. Största arbetsgivare är Siemens, Roche och vitvarutillverkaren V-Zug. Arbetslösheten var 2 %, jämfört med 3 % för Schweiz i genomsnitt.

### Turism och sevärdheter
Trots ett intressant landskap är turismen av underordnad betydelse. Bara 5 % av arbetstillfällena finns i hotell och restauranger. Droppstensgrottorna Höllgrotten ovanför Baar är sevärda.

### Kommunikationer
- Motorvägarna A4 och A14 leder till Zürich, Luzern och Schwyz.
- Lokaltågen koordinieras med S-banorna i Zürich och Luzern/Centralschweiz.
- Närmaste internationella flygplats är Zürich

## Historia
- Inlandsisen smälte från kantonsområdet runt 17 000 f.Kr. De äldsta spåren av mänskliga bosättningar är från ca. 14 000 f.Kr.
- Under yngre stenåldern och bronsåldern fanns ett 50-tal bosättningar på pålar i Zugsjön.
- Från romartiden har man funnit rester av flera storjordbruk, villae, runt Zugsjön, liksom en kvarn och en helgedom.
- År 537 inordnades området i Frankerriket, ungefär samtidigt invandrade Alemanner.
- Det första kända skriftliga omnämnandet är från 858 e.Kr., när Ludvig den tyske skänker en gård i Cham till Fraumünsterklostret i Zürich.
- Under tidig medeltid lydde området under feodalhärskare, framför allt Habsburg. Området var strategiskt viktigt för Zürich, vid vägarna mot Luzern och Sankt Gotthardspasset. Zürich, som 1351 slutit förbund med urkantonerna och Luzern, belägrade följande år staden Zug och framtvingade ett förbund. Zug kom under Schwyz beskydd, men fick efterhand ökat självstyre och blev 1415 riksomedelbart.
- Vid reformationen förblev Zug, i likhet med det övriga Centralschweiz, romersk-katolskt. Flera väpnade konflikter (Kappellerkrigen, Villmergerkrigen) mot de reformerta Zürich och Bern följde.
- Runt 1600 sänkte man Zugsjöns yta genom att fördjupa Lorzes utlopp i Cham.
- I början av 1800-talet levde befolkningen huvudsakligen av jordbruk och förlagsväsende. Kantonen uppfattades som fattig och konservativ. Den första fabriken, ett spinneri, anlades 1834.
- År 1850 hade kantonen 17 461 invånare. Under andra hälften av 1800-talet industrialiserades staden Zug och dess omgivning en snabbt. Viktiga områden var metallindustri och elektroteknik. 1864 anslöts kantonen till järnvägen Zürich-Luzern. I bergsområdena tilltog kurturismen. Från nederlaget i sonderbundkriget 1847 styrdes kantonen växelvis av konservativa och liberala krafter, innan 1870 en lång konservativ period vidtog.
- Efter andra världskriget expanderade tjänstesektorn, främjad av låga skatter och närheten till Zürich. Bortsett från brevlådeföretag etablerade sig internationella råvaruhandlare och läkemedelsföretag. År 1950 var folkmängden 42 239 personer.
- Vid Zugmassakern i kantonsrådssalen i september 2001 dödades 14 människor och flera skadades.
- 2012 var kantonsbefolkningen 116 575 personer, motsvarande en folkökning med 71 % sedan 1970.